# Język docelowy
Język docelowy – w przekładzie oznacza przetłumaczony język. Sformułowanie to jest antonimem wyrażenia „język źródłowy”, które określa język tłumaczony.
W profesjonalnych środowiskach język docelowy stanowi również język ojczysty tłumacza. Tłumaczenia specjalistyczne często wymagają znajomości języka obcego, a także odpowiedniej terminologii stosowanej w języku docelowym. Jako przykład warto wskazać tłumaczenie tekstu prawnego, które wymaga nie tylko płynności w języku docelowym, ale także znajomości terminologii dotyczącej dziedziny prawa w języku docelowym.
Forma i styl języka źródłowego często nie mogą być powielane w języku docelowym w przeciwieństwie do znaczenia i treści. Językoznawca Roman Jakobson posunął się do stwierdzenia, że wszystkie doświadczenia kognitywne można sklasyfikować i wyrażać w każdym obecnie używanym języku.